# Conus figulinus
Espèce
Statut de conservation UICN

 LC  : Préoccupation mineure
Conus figulinus est une espèce de mollusque gastéropode marin appartenant à la famille des Conidae.

## Répartition
Océan Indien et ouest de l’Océan Pacifique.

## Description
Cette espèce se caractérise par une couleur brune, qui devient plus foncée sur la spire. Il est cerclé de nombreuses fines lignes brunes plus foncées.
Sa longueur est d'environ 13,5 cm.

## Galerie

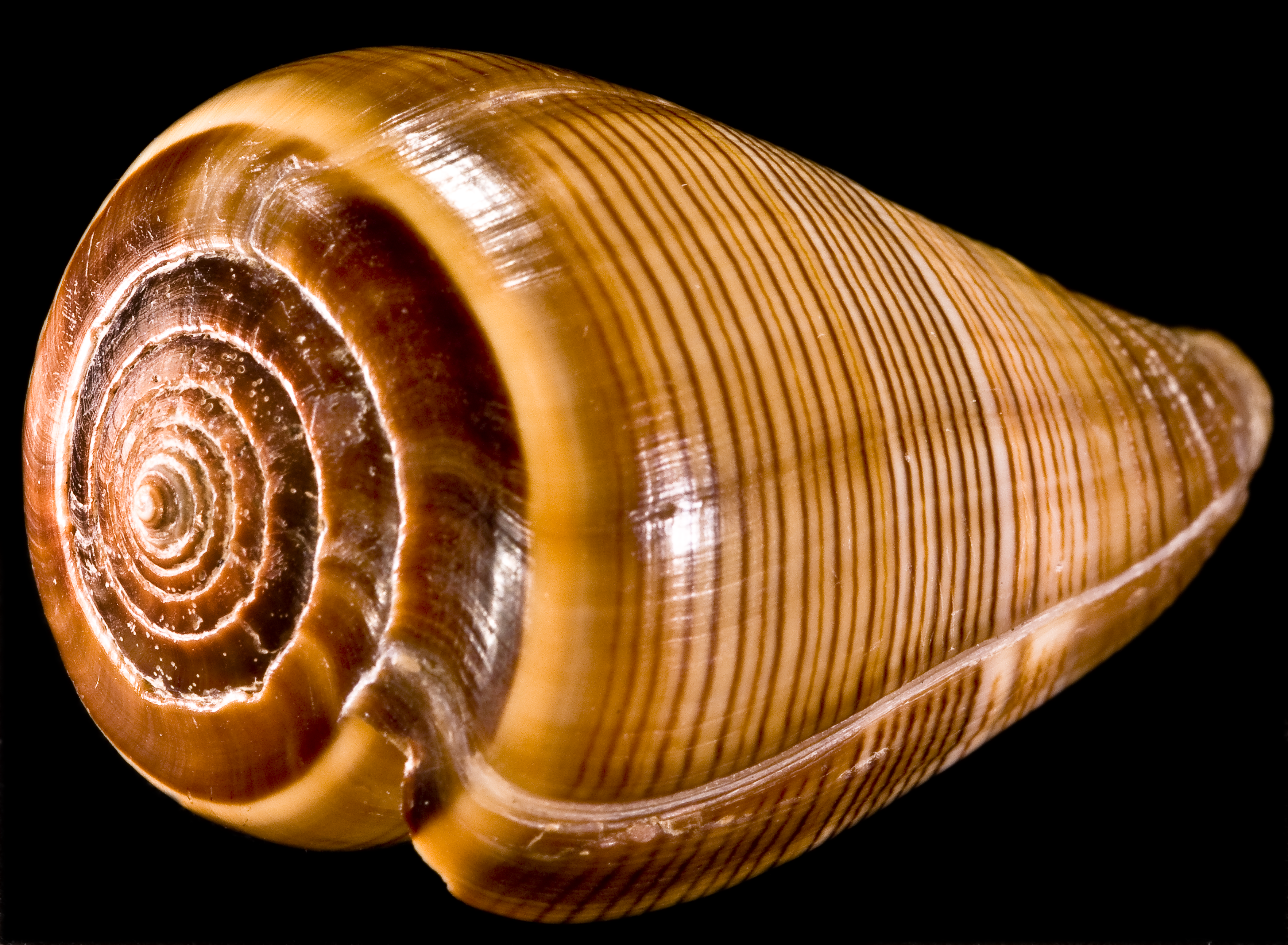
C. figulinus
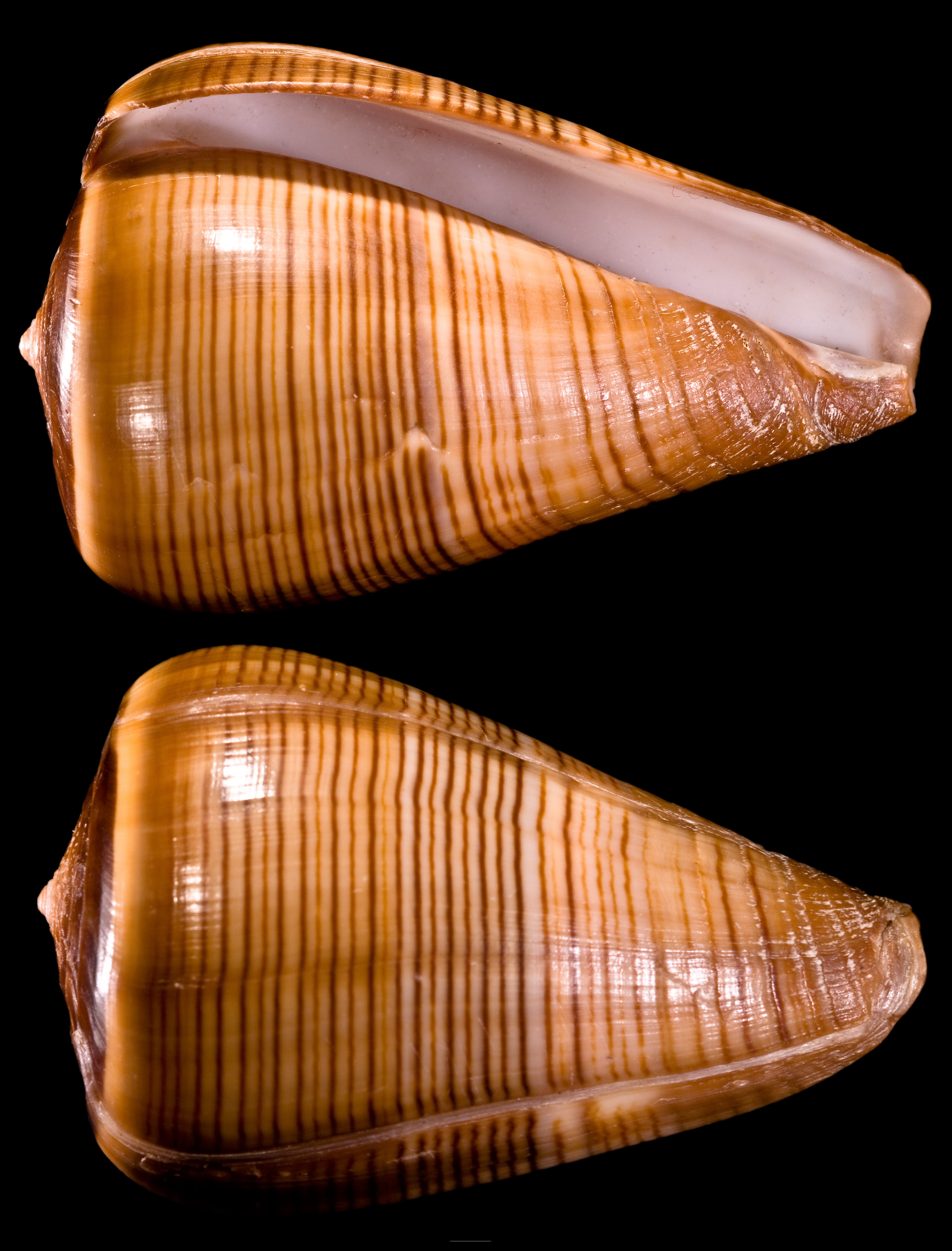
C. figulinus - Profil
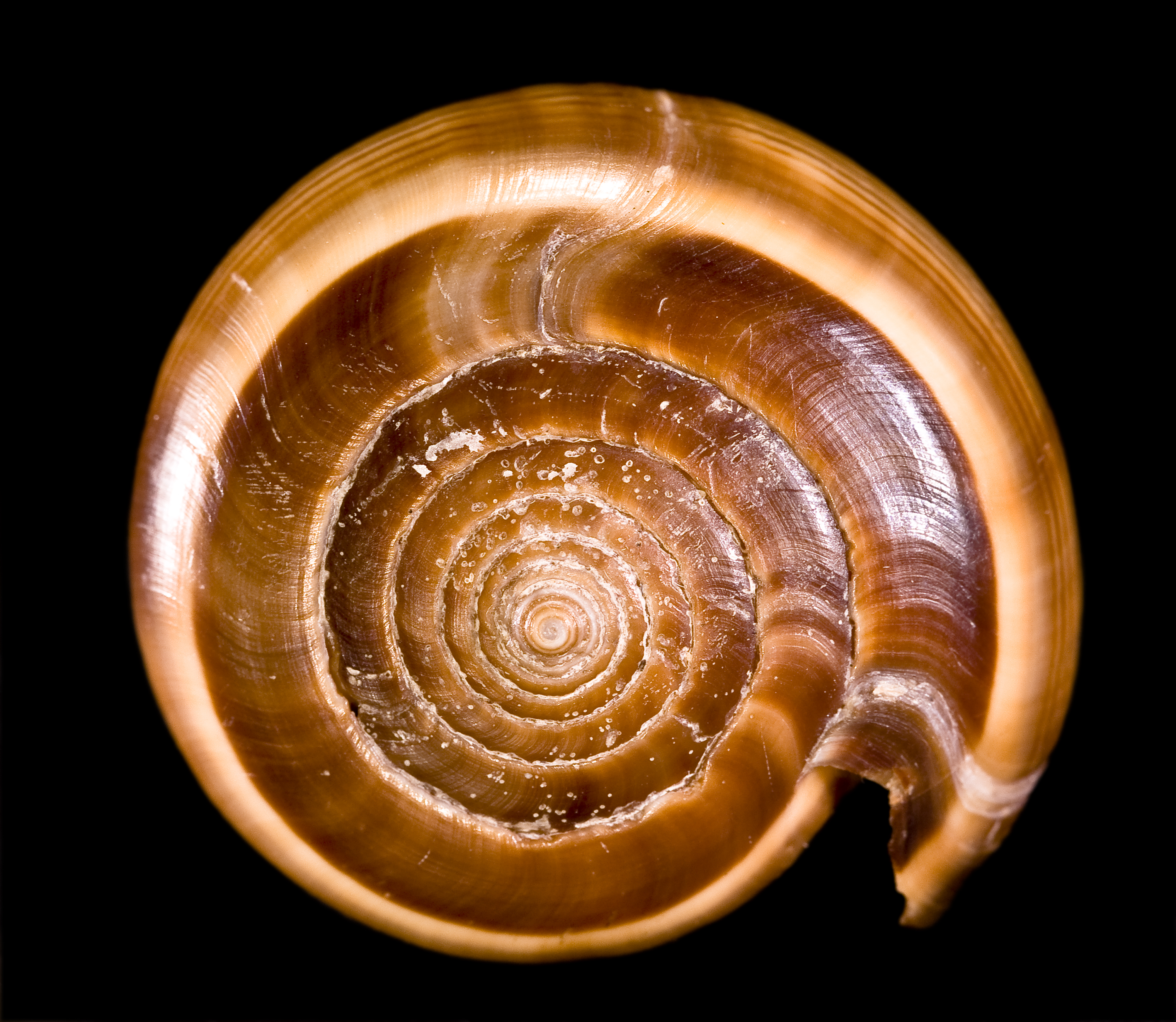
C. figulinus - Apex